# Солнечная улица (Самара)
Со́лнечная улица — улица в городе Самаре. Начинается от ул. Ново-Садовой, но нумерация домов начинается от ул. 22 Партсъезда. Заканчивается пересечением с Ташкентской улицей. Проходит параллельно берегу реки Волги и Ново-Садовой улице. В основном Солнечная улица располагается в Промышленном районе.

## История улицы
В конце XIX — середине XX веков в этих местах был дачно-лесной массив, разделённый просеками (от Пятой просеки до 10 линии Девятой просеки), ведущими к Волге. По генплану развития города в 1937 году эта территория была отдана под размещение больниц, домов отдыха, санаториев, профилакториев, пионерских лагерей. Генплан 1967 года также предусматривал «расселение на волжском склоне между улицей Советской Армии и „Поляной“ более 100 тысяч горожан»
В 1987 году первая очередь микрорайона «Солнечный» состояла из 12 девятиэтажных домов, построенных между ул. 22 Партсъезда и ул. Шверника. В конце 1980-х — начале 1990-х улица застраивалась 9 и 12-этажными панельными домами, а в начале XXI века в ним прибавились и высотные 23-этажные здания.
В 2011 году улицу продлили до пересечения с ул. Георгия Димитрова, в 2018 — до ул. Ташкентской: таким образом ул. Солнечная протянулась и в Кировский район. В 2007—2012 годах дорожная часть улицы была реконструирована: разделены потоки движения, оборудованы остановочные павильоны и запущен общественный транспорт.

## Название
Как сообщает интернет-издание «Другой город», современное название улица получила по детскому туберкулёзно-лёгочному санаторию № 4, который открылся в 1957 году и позднее стал именоваться «Солнечный».

## Транспорт
Когда улица только появилась на карте города, общественный транспорт по ней не ходил; жителям приходилось подниматься на параллельную улицу Ново-Садовую. После реконструкции ул. Солнечной на неё были перекинуты городской автобусный маршрут № 61 и маршрутные такси № 89, 226, а на участке от ул. Губанова до Барбошиной поляны № 272. Также в 2012 году по ул. Солнечной ходило маршрутное такси № 278 «Мегамебель 2 — ул. Солнечная». Участок от ул. Демократической до ул. Ташкентской общественным транспортом не охвачен.
Планировалось, что движение по ул. Солнечной разгрузит одну из основных городских магистралей — улицу Ново-Садовую, а по факту движение с ул. Солнечной всё так же вливается в транспортный поток Ново-Садовой.

## Здания и сооружения
- № 19 — школа № 139[12]
- православный храм Иоанна Предтечи, часовня (на пересечении с ул. Ново-Вокзальной)[13]
- № 43 — школа № 154
- № 50 — Самарский областной клинический онкологический диспансер
- № 51 — детский сад № 153а
- № 60 — торговый центр «Солнышко»[14]
- № 63 — школа № 175 и филиал детской школы искусств № 5 (музыкальное и хореографическое отделения)

## Почтовые индексы
- 443029[15]
- 443124
- 443031[16]